# Jungleland
Jungleland ist ein 2019 entstandenes US-amerikanisches Filmdrama unter der Regie von Max Winkler. Die Hauptrollen spielen Charlie Hunnam, Jack O’Connell und Jessica Barden.

## Handlung
Der einst vielversprechend junge Boxer Walter „Lion“ Kaminski und sein älterer, verschuldeter Bruder Stanley, ein Möchtegern-Manager,  kämpfen in den Arbeiter-Slums ums Überleben. Tagsüber arbeiten sie in einer Nähfabrik in Fall River, nachts bestreitet Lion illegale Boxkämpfe mit bloßen Fäusten und Stanley fungiert als sein Trainer. Lion gibt einen Kampf auf, da er merkt, dass sein Gegner den Kampf bewusst verlieren soll. Der Gangsterboss Pepper, bei dem Stanley Schulden hat, zwingt die Brüder, die junge Sky zu dem befreundeten Gangsterboss Yates nach Reno zu bringen, bietet Lion im Gegenzug aber an, ihn bei einem Boxturnier in San Francisco anzumelden, bei dem es 100 000 Dollar zu gewinnen gibt.
Die beiden willigen ein und die drei machen sich mit dem Hund der Brüder in einem gestohlenen Fahrzeug auf den Weg. Bei einem nächtlichen Zwischenstopp setzt Sky Lion heimlich unter Drogen und versucht, mit dem Auto zu fliehen, baut aber einen Unfall und Stanley kann sie stellen. In der Reparaturwerkstatt stellt sich heraus, dass sie die Rechnung nicht vollständig zahlen können, nach einem Ausflug mit dem Taxi zu Skys Eltern, die in der Nähe wohnen, eskaliert die Situation und ihre Mutter wirft die drei aus dem Haus. Zurück in der Werkstatt, bietet Lion zwei der Mechaniker an, zusammen gegen ihn um die Rechnung zu kämpfen und gewinnt den Kampf.
Während eines weiteren Stopps kommt es zum Streit zwischen den Brüdern und zusätzlich wird „ihr“ Wagen abgeschleppt, in dem sich das restliche Geld befindet. Stan verkauft den Hund, um Geld für das Busticket nach Reno aufzutreiben, was Lion verärgert, da er den Hund sehr mag, trotzdem findet er sich damit ab und sie besteigen den Bus. Stan ist im Bus eingeschlafen, diese Gelegenheit nutzen Lion und Sky, um an der letzten Station vor Reno unbemerkt auszusteigen. Als Stan in Reno erwacht, erwarten ihn dort schon drei Gehilfen von Yates und bringen ihn in das Büro des Bosses. Lion und Sky kommen sich näher und haben auf der Toilette eines Restaurants Sex miteinander, bei dem er an ihrem Bauch erkennt, dass sie schwanger ist und ahnt, dass Yates der Vater ist. Sie bittet Lion, die Toilette erst ein paar Minuten nach ihr zu verlassen, nutzt diese Zeit aber, ihn zu verlassen.
Stan sitzt zusammengeschlagen und geknebelt in Yates Büro und der Gangsterboss glaubt Stan nicht, dass er nicht weiß, wo Sky geblieben ist. Er sticht Stanley mit einem Messer ins Bein und droht, ihn umzubringen, als Lion unbemerkt im Büro erscheint und Yates erschießt. Die Brüder machen sich auf den Weg zu dem Boxturnier, allerdings liegt der Ausweis von Stanley noch in Yates Büro auf dem Boden. Lion sieht bei seinem ersten Kampf wie der sichere Verlierer aus und geht zu Boden, Polizisten erscheinen und Stan ergibt sich ihnen. Lion rappelt sich auf und gewinnt den Kampf am Ende durch einen Knockout, beim Siegesjubel suchen seine Augen vergeblich Stanley, der im Hintergrund abgeführt wird. Sky taucht bei der Veranstaltung auf und der Film endet.

## Produktion
Die Dreharbeiten für den Film begannen am 27. August 2018 in Taunton, Fall River und New Bedford, Massachusetts, Buffalo, New York, Gary, Nevada und San Francisco.

## Veröffentlichung
Seine Weltpremiere feierte der Film beim Toronto International Film Festival am 12. September 2019, ein Jahr später erwarb Vertical Entertainment die USA-Vertriebsrechte. Die Veröffentlichung erfolgte am 6. November 2020. Auf Video-on-Demand erschien der Film ab dem 10. November 2020.

## Rezeption
In den USA erhielt der Film von der MPAA ein R-Rating, was einer Freigabe ab 17 Jahren entspricht.

### Kritiken
Bei Rotten Tomatoes hat der Film auf der Grundlage von 44 Rezensionen eine Zustimmungsquote von 75 Prozent, bei einer durchschnittlichen Bewertung von 6,50/10. Auf Metacritic hat der Film eine gewichtete Durchschnittsbewertung von 53/100, basierend auf 13 Kritikern, was "gemischte oder durchschnittliche Kritiken" anzeigt.